# Sierra de San Francisco (São Paulo)
La sierra de San Francisco constituye una elevación topográfica en el Planalto Atlántico, situada en el área sur de las ciudades de Votorantim y Sorocaba.

## Historia
El origen del nombre remonta a la fundación de Sorocaba, 1654, por Baltasar Fernandes. Los primeros pobladores construyeron la capilla de Nuestra Señora da Ponte. Braz Esteves Lemes o Braz Tevês eligió un lugar próximo a la cuenca del río Sarapuí, y su yerno, Pascoal Moreira Cabral, un lugar cerca de la sierra de San Francisco (Votorantim). Braz Tevês y Paschoal Moreira Cabral construyeron sus casas en Itapeva, fundando un plantío de caña de azúcar y la consecuente molienda. La hacienda recibió el nombre de San Francisco.

## Geología
El relieve de la sierra es sostenido por el Macizo Granítico San Francisco o simplemente Granito San Francisco, que constituye un cuerpo alargado según la dirección nordeste-suroeste intrusivo en los metassedimentos del Grupo San Roque. Es un biotita granito de dominante coloración rosácea, de composición sienogranítica, con fluorita como accesorio y localmente anfibolios sódicos. Es de naturaleza subalcalina, del tipo A, con ejemplos de textura rapakivi. Forma extensos lajeados y campos de matacões. La edad de ese granito es Neoproterozóico, estimándose en 560 millones de años. Es uno de los cuerpos graníticos con elevado grado de radioatividad natural del estado de São Paulo, sea por su exposición frecuente de los lajeados, con fracturas, sea por la composición mineralógica del mismo. Los mayores valores de radioatividad natural son registrados en el cañón del río Sorocaba, la jusante de la represa de Itupararanga. En la época de la II Guerra Mundial hubo investigación para tungstênio en la Sierra de San Francisco. Los trabajos fueron conducidos por el geólogo Theodoro Knecht, que describió las ocurrencias minerais de cassiterita y wolframita en la porción oeste de la sierra, asociadas a vetas de cuarzo. Adyacente al flanco norte de la Sierra de San Francisco se encuentran las minerías de calcario para cimento del Grupo Votorantim, las fábricas de Santa Helena y Santa Rita, además de otras labras prójimas al río Pirapora, al oeste. Junto a la extremo este de la sierra está el municipio de Alumínio, al lado de la fábrica de la Compañía Brasileña de Aluminio - CBA.

## Geomorfología
La sierra de San Francisco forma parte del Planalto Atlántico, donde dominan rocas cristalinas del embasamento y forma la línea de caída Apalachiana, conforme definida por el profesor Ab'Saber, por estar en el límite con las áreas bajas de la Depresión Periférica, donde dominan las rocas de la Cuenca de Paraná, esa última con relieve suave y colinoso. Las elevaciones máximas en la Sierra de Son Francisco llegan a 1035 m (por encima del nivel del mar), en la porción leíste, junto las nascentes del río Pirajibú. La sierra progresivamente se hace más baja en la dirección de Salto de Pirapora, a oeste, donde las altitudes se sitúan en torno a 800 m y en esa región hay el cruzamento de la sierra por el río Pirapora. La región de la sierra es la nascente del Río Sorocaba, formado por los ríos Sorocabuçu y Sorocamirim. La Barragem de Itupararanga fue construida en el canyon del río Sorocaba. Dominan vertientes íngremes en el flanco norte de la sierra, en la vista para Sorocaba y Votorantim, y más suaves en el flanco sur en dirección la Piedad.

## Medio ambiente
Gran parte de la sierra de Sa Francisco se encuentra en el ámbito del Área de Protección Ambiental-Apa de la represa de Itupararanga que vigila la protección de todos los manantiales que vierten sus aguas a la represa de Itupararanga. El local es de especial interés ecológico por representar uno de los últimos refugios de la fauna y flora local y de la región. Debido a sierra ser sostenida por rocas graníticas dominan litossolos y lajeados de roca, donde no hay vegetación exuberante, excepto en reflorestamentos localizados de eucaliptos. En el flanco norte, al pie de la sierra hay intensa actividad de minería.

## Turismo y ocio
Desde lo alto de la sierra se obtiene una visión espectacular de la región de Sorocaba, incluyendo Ipanema, Votorantim y Sorocaba, la represa de Itupararanga o la fábrica de cemento de Santa Helena, del Grupo Votorantim. Una vista privilegiada de la sierra de San Francisco se puede tener también desde el Mirador de la Chilena, en lo alto de la sierra de Araçoiaba. En la represa de Itupararanga hay actividades de deportes náuticos, pesca y camping. Los últimos años se ha notado un incremento de ciclistas, pasillos y caminantes en visita a la sierra.

## Accesos
Las carreteras de acceso son la Carretera SP-79, Raimundo Antunes Suenes, que conecta Votorantim la Piedad, asfaltada; la antigua carretera Sorocaba-Piedad que pasa por la Hacienda Son Francisco; la carretera que conecta Votorantim la Represa de Itupararanga, asfaltada; carreteras secundarias que parten de Brigadeiro Tobias, Inhaíba, Aluminio y accesos entre Votorantim y Salto de Pirapora.